# Kaukázusi juhászkutya
A kaukázusi juhászkutya az orosz kutya egyik változata, de lényegében (kinézetétől eltekintve) azzal azonos. Több néven ismert: medve kutya, orosz pinscher. Ma már csak kedvtelésből tartott kutyafajta.

## Kinézet
Igen jó testfelépítésű, erős, szikár, megnyúlt törzsű kutya. Feje erős, hosszúkás. Szemei nagyok, sötétek, értelmes tekintettel. Fülei lógnak, nem hosszúak, lekerekítettek, rövid és sűrű szőrrel fedve. Gyakran vágják, olyankor félig felálló. Nyaka erős, izgalmi állapotban magasra felnyújtja. Ágyéka rövid, fara lekerekített. Mellkasa széles, mély. Hasa mérsékelten felhúzódott. Végtagjai izmosak, erőteljesek. Mancsa ovális, zárt. Gyakran előfordul farkaskarom, melyet el kell távolítani. Farka közepesen hosszú.

## Méret
Magasság: a kanok esetében 72-75 cm (de minimum 68 cm), a szukák esetében 67-70 cm (de minimum 64 cm). Testsúly: a kanok esetében minimum 70 kg, a szukák esetében minimum 60 kg.

## Feladata
Fő feladata a nyáj védelmezése, farkasoktól, medvéktől, sakáloktól, más ragadozóktól és az idegen emberektől. Robusztus megjelenése elriasztja a betolakodókat. A felügyeletére bízott területet egy-két fajtatársával együtt elszántan és szívósan őrzi. Fajtársaival szemben dominánsan viselkedik. Magabiztos és jó  kutya. A családból mindenkit a falka tagjának tekint, gazdát, gyereket, háziállatokat egyaránt, és ennek megfelelő vehemenciával védi is azokat. Szívós, erős állat. 

## Nevelése
Intelligens, értelmes, de a tanításához - makacsságnak tűnő nagyfokú önállósága miatt - idő, türelem és találékonyság szükséges. A következetesség és határozottság nagyon fontos. Megfelelően nevelve viszont kitűnő munkatárs, igazi barát válik belőle. Méretéből és mozgásigényéből eredően csak olyan családba javasolt, ahol kellő területet tudnak a rendelkezésére bocsátani.